# Helge Meeuw
Helge Meeuw (ur. 29 sierpnia 1984 w Wiesbaden) – niemiecki pływak, występujący głównie w stylu motylkowym i grzbietowym.
Jego rodzice, Folkert Meeuw i Jutta Weber także byli pływakami, w latach 1968–1972 występowali jako członkowie niemieckiej kadry narodowej na letnich igrzyskach olimpijskich.
W międzynarodowych zawodach w barwach Niemiec Helge Meuuw debiutował podczas mistrzostw świata w Barcelonie w 2003 roku, startując na dystansach 200 m stylem grzbietowym i 200 m stylem motylkowym. W żadnym z tych występów nie zakwalifikował się do finału.
Najczęściej występuje jednak na dystansach 100 i 200 m stylem motylkowym. W 2004 roku został mistrzem Niemiec na dystansie 200 m delfinem, a w 2005 na 100 m tym samym stylem. Na igrzyskach olimpijskich w Atenach wystartował w obu tych konkurencjach, odpadał jednak za każdym razem w wyścigach półfinałowych.
Podczas mistrzostw świata w Montrealu awansował do finału na 200 m motylkiem, gdzie zajął 7. miejsce.
Na mistrzostwach Europy w 2005 na krótkim basenie zajął 2. miejsce w konkurencji 200 m stylem motylkowym.
Na mistrzostwach świata na krótkim basenie w Szanghaju (2006) był dwukrotnie trzeci: na 50 i 100 m stylem grzbietowym, na dystansie 200 m stylem motylkowym był siódmy.
Podczas mistrzostw Niemiec w 2006 w Berlinie zdobył złote medale na 50, 100 i 200 m stylem grzbietowym oraz 100 i 200 m stylem motylkowym. W finale 200 m grzbietem ustanowił nowy rekord Europy z czasem 1:56,34; kolejny rekord Europy ustanowił podczas sztafety 4 x 100 m stylem grzbietowym (startował jako pierwszy), osiągając czas 53,46.
Helge Meeuw jest także mistrzem Europy juniorów 2001 w sztafecie 4 x 100 m stylem zmiennym, mistrzem Europy juniorów 2002 w sztafecie 4 x 100 m stylem dowolnym oraz mistrzem Niemiec 2005 na dystansach 100 i 200 m stylem motylkowym.
Reprezentant Niemiec na mistrzostwach Europy w Budapeszcie, gdzie zajął 12. miejsce w półfinale na dystansie 200 m stylem motylkowym oraz zwyciężył na dystansie 50 m stylem grzbietowym.